# Ulrich Neumann (Manager)
Ulrich Neumann (* 6. Oktober 1903; † 5. Februar 1977) war ein deutscher Ingenieur und Manager.
Ulrich Neumann war von 1954 bis 1969 Vorstandsvorsitzender der MAN AG; sein Nachfolger war Karl Schott. Unter seiner Führung wurde 1965 die M.A.N. Turbo GmbH gegründet. Ebenso wurden durch den Verkauf der Maschinenfabrik Esslingen an Daimler-Benz weitere unternehmerische Engagements im Triebwerksbau ermöglicht.
Auf Vorschlag der Fakultät für Maschinenwesen erhielt er 1957 die Ehrendoktorwürde Dr.-Ing. der TU Braunschweig.
Er war Mitglied der katholischen Studentenverbindungen KDStV Borusso-Saxonia Berlin und KDStV Germania Berlin.

## Auszeichnungen
- 1964: Bayerischer Verdienstorden
- 1969: Großes Bundesverdienstkreuz